# Baraljevac
Baraljevac (cirill betűkkel Бараљевац) egy falu Szerbiában, a Pcsinyai körzetben, a Bujanovaci községben.

## Népesség
- 1948-ban 467 lakosa volt.
- 1953-ban 420 lakosa volt.
- 1961-ben 429 lakosa volt.
- 1971-ben 403 lakosa volt.
- 1981-ben 358 lakosa volt.
- 1991-ben 336 lakosa volt
- 2002-ben 316 lakosa volt,[1] akik mindannyian szerbek.[2]